# Сарненский повет
Са́рненский пове́т Поле́сского воево́дства (пол. Powiat sarneński, укр. Са́рненський пові́т Полі́ського воєво́дства) — административно-территориальная единица сперва в составе Полесского воеводства (1921−1930), потом в составе Волынского воеводства (1930-1939) II Речи Посполитой. Образован 1 марта 1921 года, ликвидирован в результате советского вторжения в сентябре 1939 года. Поветовый город — Сарны. Состоял из 9 сельских гмин, 3 городских гмин, 172 сельских общин), 1 города и 5 местечек. Общая площадь повета — 5478 км², население — 181 300 человек, плотность — 33,1 чел. на км². После присоединения территорий Западной Украины и Западной Белоруссии к СССР основная часть территории бывшего повета образовала Сарненский район новообразованной Ровненской области Украины.

## Административное деление

### Гмины
- гмина Антоновка (создана позже)
- гмина Бельская Воля
- гмина Березница (позже упразднена)
- гмина Дубровица (городская)
- гмина Дубровица
- гмина Городец (позже упразднена)
- гмина Кисоричи
- гмина Клесов
- гмина Любиковичи
- гмина Немовичи
- гмина Рафаловка
- гмина Рокитно (городская)
- гмина Сарны (городская)
- гмина Владимирец
- гмина Высоцк (до 1922)[3]

## Города
- Бережница (позже лишена статуса)
- Дубровица
- Рокитно[4] (ныне Рокитное)
- Сарны
- Владимирец (позже лишен статуса)
- Высоцк (лишен статуса в 1922)[5]